# Varga Péter (restaurátor)
Varga Péter Gyula (Salgótarján, 1951. január 24. –) magyar ötvös, restaurátor.

## Életpályája
Szülei Varga Domokos (1922–2002) író, újságíró és Stolte Magdolna (1931–2010) könyvtáros voltak.
1957–1965 között a Bartók Béla általános iskola és gimnázium tanulója volt Nagybátonyban.
1965–1969 között a nagybátonyi Bartók Béla Gimnázium diákja volt.
1970–1972 között Budapesten az Állami Pénzverőnél ezüstműves tanuló volt. 1974–1979 között az Iparművészeti Múzeum Ötvös osztályán ötvös restaurátor volt. 1975-ben restaurátor alaptanfolyamot végzett Budapesten a Múzeumi Restaurátor és Módszertani Központban (MRMK). 1976-tól a Magyar Restaurátorok Egyesülete tagja. 1976–1979 között a Magyar Képzőművészeti Főiskola ötvös restaurátor szakirányán a tárgyrestaurátor szakon tanult.
1980–1998 között a Szent Korona Testület Technikai Albizottságának tagja volt. 1980–2011 között az Iparművészeti Múzeum Ötvös Főosztály ötvösrestaurátor-művésze volt. 1982-től a Magyar Népköztársaság Művészeti Alap tagja.
1996–2006 között a Magyar Képzőművészeti Főiskola ötvös-restaurátor szakán óraadó tanár volt. 1998-tól a Magyar Tudományos Akadémia Akadémiai Restaurátor Munkabizottságának Általános Mikrobiológiai Bizottságának bizottsági tagja. 1998–2008 között a mélykúti Szvetnik Joachim magánalapítvány kuratóriumi tagja volt.
2007-től a Szent Korona Testület Tudományos Szakértői Bizottság bizottsági tagja.
2011–2013 között a Műemlékek Nemzeti Gondnoksága (Forster Gyula Nemzeti Örökséggazdálkodási és Szolgáltatási Központ) ötvös restaurátor-művésze volt. 2013–2014 között a Magyar Művészeti Akadémia Iparművészeti és Tervezőművészeti Tagozatának levelező tagja volt, 2014-től rendes tagja.

### Munkássága
Nemesfémből, színesfémből készült tárgyakat restaurál illetve új tárgyakat készít régi ötvöstechnikákkal. 1999-ben elkészítette a Vezekényi tál (1654), 2000-ben a bányászserleg (1670) 1:1 arányú másolatát.

## Kiállításai

### Egyéni
- 2000, 2002-2003 Esztergom
- 2006 Győr

### Válogatott, csoportos
- 1999-2009 Budapest
- 2014 Esztergom

## Művei
- 1975 Ékszer – nyakbavaló / anyaga: ezüst, jáspis / technikája: fűrészelt, forrasztott. Méretei: 27x14 mm /saját tervezés, készítés
- 1994 Címer – Győr: Bencés Gimnázium bejárata felett / anyaga: bronz, helyenként aranyozva, festve. Méretei: 52x44 cm / technikája: öntött, szerelt / saját tervezés, készítés
- 2001 Bányászserleg / anyaga: vörösréz, bronz, ezüstözve, aranyozva. A Bochumi Bányászati Múzeum részére készült, ott van kiállítva. Méretei: 43,7x14,9 cm / technikája: vegyes, galvanó-plasztika, öntött, forrasztott / másolat készítés
- 2006 Szent István kettőskereszt ereklyetartó – Pannonhalmi Főapátság /aranyozott ezüst, drágakövei: almandin, krizolit, hegyikristály, igazgyöngy / technikája: hajlított, forrasztott, öntött, fémnyomott. Méretei: 58x34x28 cm / saját tervezés, készítés
- 2009 Tabernákulum ajtó – Győr: Szeminárium / anyaga: vörösréz, ezüstözve, aranyozva / technikája: cizellált, forrasztott, kulcsa öntött. Méretei: 31x36 cm / saját tervezés, készítés
- 2010 Díszkard (2 db) magánszemély részére / anyaga: sárga réz aranyozva, elefántcsont, bőr, acél. Méretei: 74x26 cm / technikája: öntött, forrasztott / másolatkészítés
- 2018 Kétoldalas melldísz / anyaga: ezüst, helyenként aranyozva / technikája: viaszveszejtéses öntés, matírozott forrasztott / drágakövei: almandin, smaragd, igazgyöngy / fatok, paliszanderfa. Méretei: 5x2,2 cm / saját tervezés, készítés
- 2018 Ékszer nyakbavaló, női herma / anyaga: ezüst, hegyikristály / technikája: viaszveszejtéses öntés, cizellált, hajlított / saját tervezés, készítés
- 2019 Falikép – cím: Emlékezet Vezekény / anyaga: vörösréz, bronz, ezüstözve, aranyozva / technikája: öntött, cizellált, szerelt. Méretei: 40x32x10 cm / saját tervezés, készítés
- 2019 Ékszer – nyakbavaló / anyaga: ezüst, turmalin-ásvány, kaboson-türkiz, igazgyöngy / technikája: lemezből fűrészelt, forrasztott, foglalt, tűzzománcozott. Méretei: 66x25 mm / saját tervezés, készítés
- 2019 Asztaldísz – cím: Bűvölet / anyaga: ezüst, helyenként aranyozva körtefa dobozban / drágakövei: rubint, smaragd, hegyikristály, krizopráz, igazgyöngy / doboz méret: 70x90x70 mm, tárgy mérete: 81x41x29 mm / saját tervezés, készítés
- 2019 Ékszer – nyakbavaló / anyaga: ezüst, kaboson, almandin, igazgyöngy / technikája: foglalt, forrasztott. Méereti: 42x13 mm / saját tervezés, készítés
- 2020 Ékszer – nyakbavaló / anyaga: ezüst, türkizgolyó, almandingolyó, hegyikristály ásvány / technikája: fűrészelt, csavarozott, forrasztott. Méretei: 55x15 mm / saját tervezés, készítés
- 2021 Ékszertartó / anyaga: ezüst, optikai üveg, helyenként aranyozva, sárgarézzel díszített körtea doboz / kövei: almandingolyók, gránát, hegyi kristály, krizolit, türkizek, igazgyöngy / technikája: öntött, hajlított, forrasztott, foglalt, reszelt / fadoboz méretei: 33x5x17 cm, ékszertartó méretei: 24x5x11 cm / saját tervezés, készítés
- 2021 Ékszer – nyakbavaló / anyaga: ezüst, hegyi kristály ásvány / technikája: fűrészelt, forrasztott. Méretei: 46x12,5 mm / saját tervezés, készítés
- 2021 Ékszer – nyakdísz / anyaga: ezüst, paliszander fadobozban / kövei: almandin, igazgyöngy, korálok, doboz méret: 65x50 mm, ékszer méretei: 36x8 mm / technikája: öntött, hajlított, forrasztott / saját tervezés, készítés
- 2022 Ékszer – nyakbavaló / anyaga: helyenként aranyozott, ezüst / kövei: igazgyöngy, türkizek, füsttopáz kristály / technikája: fűrészelt, foglalt, hajlított. Méretei: 55x7x15 mm / saját tervezés, készítés
- 2022 Ékszer – gyűrű /anyaga: ezüst, korál, igazgyöngy / technikája: hajlított, forrasztott. Méretei: 29x20 mm / saját tervezés, készítés
- 2022 Gyűrű / anyaga: ezüst, kaboson, zafír / technikája: hajlított, forrasztott, foglat / saját tervezés, készítés
- 2022 Ékszer – nyakbavaló / anyaga: ezüst, malahit golyó, hegyikristály ásvány / technikája: fűrészelt, foglalt, vésett. Méretei: 39x5x9 mm / saját tervezés, készítés
- 2022 Ékszer – nyakbavaló / anyaga: ezüst, malahit golyó, lápiszlazuli golyó / technikája: fűrészelt, hajlított. Méretei: 33x9 mm / saját tervezés, készítés
- 2022 Ékszer – nyakbavaló / anyaga: ezüst, almandin golyó, malahit golyó / technikája: drótból hajlított. Méretei: 33x9 mm / saját tervezés, készítés
- 2022 Ékszer – nyakbavaló / anyaga: aranyozott, ezüst, malahit golyó / technikája: domborított, fűrészelt, csavarozott. Méretei: 30x20x10,5 mm / saját tervezés, készítés
- 2022 Karkötő / anyaga: ezüst, ébenfa, krizopráz / technikája: reszelt, foglalt, forrasztott, politúrozott. Méretei: 58x72 mm / saját tervezés, készítés

## Díjai
- Az országos restaurátorpályázat első díja (1976)
- Ferenczy Noémi-díj (2001)[2]